# Eslovenia en los Juegos Olímpicos de la Juventud 2018
Eslovenia participó en los Juegos Olímpicos de la Juventud 2018 en Buenos Aires, Argentina, celebrados entre el 6 y el 18 de octubre de 2018.

## Medallero
| Medalla | Oro | Plata | Bronce | Total |
| ------- | --- | ----- | ------ | ----- |
| Total   | 2   | 2     | 5      | 9     |

## Bádminton
Eslovenia clasificó a una atleta con base en el ranking olímpico juvenil.
- Individual femenino - Petra Polanc

## Baloncesto
Eslovenia clasificó a su equipo masculino de baloncesto.
- Torneo masculino - 1 equipo de 4 atletas

## Canotaje

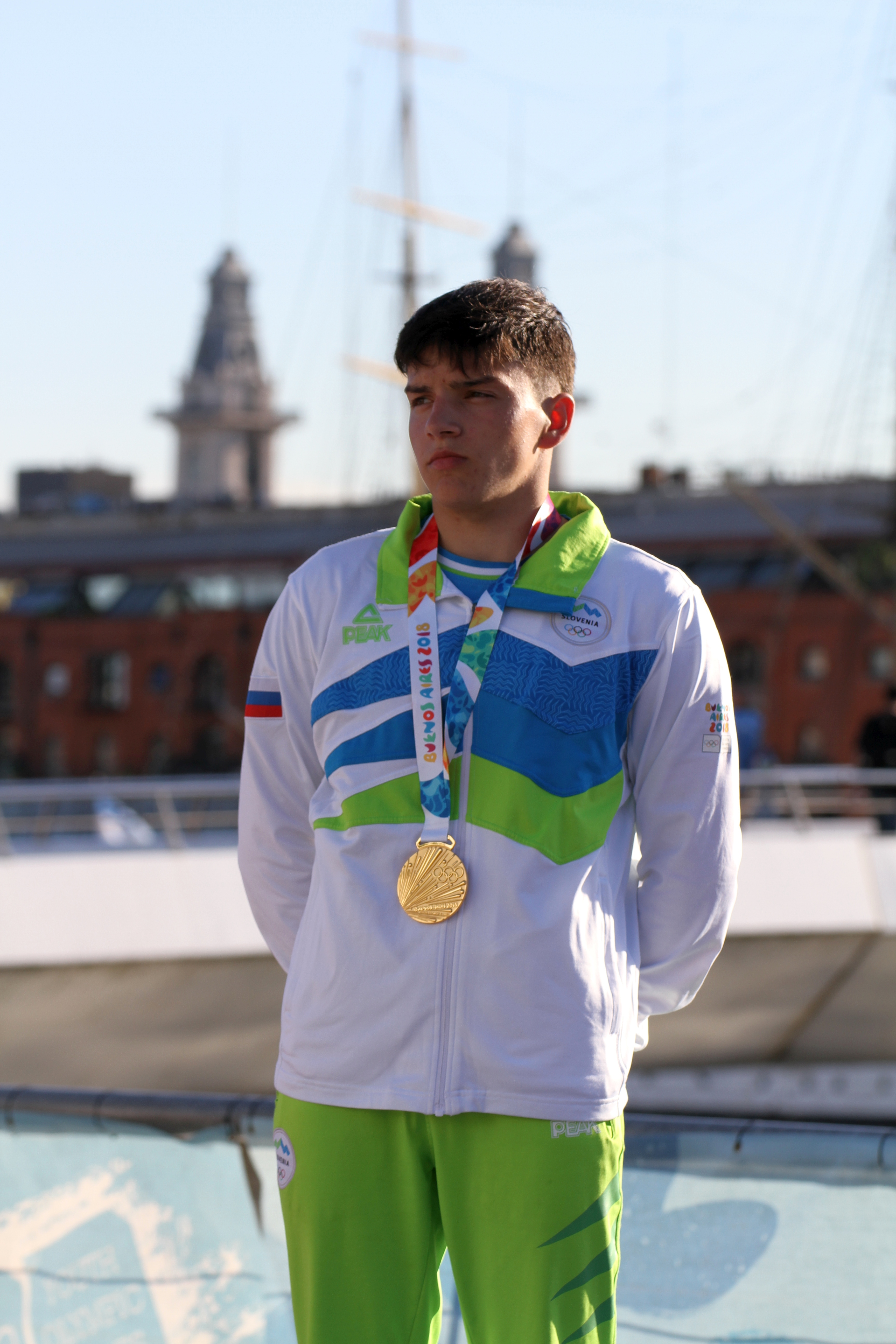
Lan Tominc en la ceremonia de premiación de K1 eslalon.

Eslovenia clasificó un bote en esta disciplina.
- K1 masculino - 1 bote

## Ciclismo
Eslovenia clasificó un equipo masculino en esta disciplina.
- Equipo combinado masculino - 1 equipo de 2 atletas

## Remo
Eslovenia clasificó un bote en esta disciplina.
- Individual femenino - 1 bote

## Vela
Eslovenia clasificó un bote en esta disciplina.
- IKA Twin masculino - 1 bote

## Escalada
Eslovenia clasificó a dos escaladoras.
- Combinada femenina - 2 plazas (Lučka Rakovec, Vita Lukan)

## Triatlón
Eslovenia clasificó a un atleta en esta disciplina.
- Individual masculino - 1 plaza